# Compsophorus insuetus
Compsophorus insuetus là một loài tò vò trong họ Ichneumonidae.